# نخست‌وزیر پارلمانی
نخست‌وزیر پارلمانی (انگلیسی: Premier) عنوانی است که در برخی کشورها، ایالت‌ها و تقسیمات کشوری به رئیس دولت اطلاق می‌شود.

## بر حسب قلمرو
- نخست‌وزیر جمهوری خلق چین
- نخست‌وزیر کره شمالی
- نخست‌وزیر اتحاد شوروی